# 정부법무공단
정부법무공단(政府法務公團, Korea Government Legal Service)은 행정분야 전문 국가 로펌으로 정부나 지방자치단체·공법인(공기업) 등으로부터 위임받은 민사·행정소송·헌법소송을 수행하며, 2008년 2월 15일 출범했다. 법무부 산하 기타공공기관으로 지정되어 있으며 서울특별시 서초구 서초동 1685-4(서초중앙로 178) 서초한샘빌딩 3 ~ 7층에 위치하고 있다.
조세·공정거래·행정·헌법·국제팀 등 5개팀(팀당 변호사 5명 배치)으로 세분화해 운영되며 국제팀의 경우 변호사 해외연수를 통한 국제관계 법률전문가 양성은 물론 FTA 협상 등 국제법 관계에서도 정부를 지원하게 된다. 법무부는 한-미 FTA 관련 투자자 국가소송(ISD)을 정부법무공단에서 전담하는 방안도 추진 중이다.
이사장의 임기는 2년이고, 초대 이사장으로 서상홍 전 헌법재판소 사무처 처장이 2007년 12월 노무현 당시 대통령에 의해 내정되어, 2008년 2월 임명되었다. 서상홍 이사장은 노무현 전 대통령과 사법시험 동기이자 '8인회'의 일원이었으며, 정부법무공단의 틀을 갖추는데 일조했으나 2009년 5월 이명박 정부 아래에서 임기를 절반이상을 놔두고 돌연 사퇴했다. 이후 팀장급 6명을 비롯한 총 7명의 변호사들이 공단을 사직했다.
2009년 9월, 후임으로 정동기 전 청와대 민정수석비서관이 취임하였다. 정동기 이사장은 2010년 12월 31일 감사원장 후보로 내정되었으나, 법무법인 바른에서 7억원을 받은 사실이 밝혀져 내정 12일만에 후보직을 사퇴하였고, 이사장직도 함께 사퇴하였다. 현재 이사장은 김필규이다.

## 연혁
- 2008년 2월 15일: 정무법무공단 개소식

## 조직

### 이사장
- 이사장실

#### 변호사실

##### 일반행정
- 변호사1팀
- 변호사2팀
- 변호사3팀
- 변호사14팀

##### 국토·산업
- 변호사4팀
- 변호사5팀
- 변호사6팀

##### 사회·문화
- 변호사7팀
- 변호사8팀
- 변호사15팀

##### 조달·국제
- 변호사9팀
- 변호사10팀
- 변호사11팀

##### 조세·재정
- 변호사12팀
- 변호사13팀

#### 기획홍보실
- 기획홍보팀

#### 경영지원국
- 법무1팀
- 법무2팀
- 법무3팀
- 재무회계팀
- 인사팀

## 같이 보기
- 국가송무